# Хаббард, Джордан
Джордан К. Хаббард (англ. Jordan K. Hubbard; родился 8 апреля 1963) — разработчик программного обеспечения с открытым исходным кодом, автор программы Ardent Window Manager и различных других инструментов и библиотек с открытым исходным кодом, и затем один из сооснователей проекта FreeBSD с Нэйтом Уильямсом (англ. Nate Williams) и Родни Граймсом (англ. Rodney W. Grimes) в 1993 году для которого он внёс начальную коллекцию портов FreeBSD, систему управления пакетами и sysinstall.
В июле 2001 года Хаббард присоединился к Apple Computer в роли менеджера технологической группы BSD где он был одним из создателей MacPorts. В 2005 году он получил титул «Директор по технологиям UNIX», а в октябре 2007 года Хаббард был повышен до «Технического директора по технологиям Unix» Apple, где он оставался до июня 2013 года.
15 июля 2013 года он стал техническим директором iXsystems, где он также руководил проектом с открытым исходным кодом FreeNAS.
24 марта 2017 года он объявил о своих планах уйти из iXsystems и присоединиться к TwoPoreGuys, биотехнологической компании, в качестве вице-президента по разработке. С января 2019 года по апрель 2020 года он входил в группу инженерного руководства в Uber, а с апреля 2020 года является старшим директором по вычислительному ПО для GPU в NVidia .

## Инцидент с rwall
31 марта 1987 года Хаббард выполнил команду rwall, ожидая, что она отправит сообщение на каждую машину в сети в Калифорнийском университете в Беркли, где он возглавлял Distributed Unix Group. Вместо этого команда начала транслировать сообщение Хаббарда на все машины в Интернете и была остановлена после того, как Хаббард понял, что сообщение передаётся удалённо после того, как он получил жалобы из Университета Пердью и Техасского университета. Несмотря на то, что команда была прервана, в результате Хаббард получил 743 сообщения и жалобы, в том числе одно от генерального инспектора ARPAnet.